# Leichtathletik-Weltmeisterschaften 2009/Teilnehmer (Mosambik)
| Gelbes Symbol für Goldmedaillen mit stilisierten Olympischen Ringen | Graues Symbol für Silbermedaillen mit stilisierten Olympischen Ringen | Braundes Symbol für Bronzemedaillen mit stilisierten Olympischen Ringen |
| ------------------------------------------------------------------- | --------------------------------------------------------------------- | ----------------------------------------------------------------------- |
| —                                                                   | —                                                                     | —                                                                       |

Der Leichtathletik-Verband Mosambiks stellte zwei Athleten bei den Leichtathletik-Weltmeisterschaften 2009 in Berlin.

## Ergebnisse

### Männer

#### Laufdisziplinen
| Athlet     | Disziplin    | Vorlauf | Vorlauf | Halbfinale | Halbfinale | Finale | Finale |
| Athlet     | Disziplin    | Zeit    | Platz   | Zeit       | Platz      | Zeit   | Platz  |
| ---------- | ------------ | ------- | ------- | ---------- | ---------- | ------ | ------ |
| Kurt Couto | 400 m Hürden | DSQ     | DSQ     | –          | –          | –      | –      |

### Frauen

#### Laufdisziplinen
| Athletin     | Disziplin | Vorlauf     | Vorlauf | Halbfinale         | Halbfinale         | Finale             | Finale             |
| Athletin     | Disziplin | Zeit        | Platz   | Zeit               | Platz              | Zeit               | Platz              |
| ------------ | --------- | ----------- | ------- | ------------------ | ------------------ | ------------------ | ------------------ |
| Leonor Piuza | 800 m     | 2:08,08 min | 36      | nicht qualifiziert | nicht qualifiziert | nicht qualifiziert | nicht qualifiziert |